# Benabarre
Benabarre (aragónul és katalánul: Benavarri) település Spanyolországban, Huesca tartományban. Benabarre Baélls, Capella, Lascuarre, Tolva, Viacamp y Litera, Estopiñán del Castillo, Peralta de Calasanz és Graus községekkel határos. Lakosainak száma 1137 fő (2024).

## Népesség
A település lakosságának változását az alábbi diagram mutatja:
| Lakosok száma | 1116 | 1112 | 1160 | 1199 | 1180 | 1153 | 1111 | 1124 | 1162 | 1137 |
|               | 2001 | 2004 | 2006 | 2009 | 2011 | 2014 | 2016 | 2019 | 2021 | 2024 |